# Kai von Lewinski
Kai von Lewinski (* 1970 in Gießen) ist ein deutscher Jurist und Professor an der Universität Passau.

## Leben
Lewinski studierte nach Schulzeit und Wehrdienst Rechtswissenschaft und später Geschichte in Heidelberg, Berlin und Freiburg. Es folgten das Referendariat und eine Promotion bei Karin Nehlsen-von Stryk zu einem deutschrechtlichen Thema. 2000 bis 2004 arbeitete er als Rechtsanwalt, zunächst in Frankfurt am Main und später in Berlin bei Lovells, einer internationalen Anwaltskanzlei. Seit 2002 war er zudem Wissenschaftlicher Mitarbeiter am Institut für Anwaltsrecht an der Humboldt-Universität. 2004 wurde er Habilitand bei Michael Kloepfer, ebenfalls an der Humboldt-Universität. Nach seiner Habilitation zu einem finanzverfassungsrechtlichen Thema 2010 war er Lehrstuhlvertreter und 2013/14 für kurze Zeit Wissenschaftlicher Leiter der Stiftung Datenschutz in Leipzig.
Seit 2014 hat er den Lehrstuhl für Öffentliches Recht, Medien- und Informationsrecht an der Universität Passau inne (Nachfolge von Ralf Müller-Terpitz). Seinem Lehrstuhl angegliedert ist eine Law Clinic. Für 2024 bis 2026 wurde er zum Dekan der Juristischen Fakultät gewählt.
Im Jahr 2000 nahm Lewinski an der Fußballweltmeisterschaft der Rechtsanwälte in Marrakesch teil. Seit 2021 ist er Mitglied im Netzwerk Wissenschaftsfreiheit.

## Forschung
Lewinskis Forschungsgebiete sind das Informationsrecht, insbesondere das Medien- und Datenschutzrecht, sowie das Staatsrecht mit einem finanzrechtlichen Schwerpunkt und das Katastrophenrecht. Daneben veröffentlicht er auch zu anwaltsrechtlichen sowie rechtshistorischen Themen. Für die Lehre propagiert er eine Beraterperspektive.

## Veröffentlichungen
- Deutschrechtliche Systembildung im 19. Jahrhundert. Peter Lang, Frankfurt am Main 2001, ISBN 978-3-631-37424-5 (zugl. Diss. Freiburg 2000).
- Öffentlichrechtliche Insolvenz und Staatsbankrott. Mohr Siebeck, Tübingen 2011, ISBN 978-3-16-150700-7 (Habil. HU Berlin 2010).
- Berufsrecht der Rechtsanwälte, Patentanwälte und Steuerberater. 4. Auflage. Nomos, Baden-Baden 2017, ISBN 978-3-8487-2200-6.
- Die Matrix des Datenschutzes. Mohr Siebeck, Tübingen 2014, ISBN 978-3-16-153373-0.